# Imperium zmysłów
Imperium zmysłów (jap. 愛のコリーダ Ai no korīda; „Korrida miłości”) – japoński dramat filmowy z 1976 roku w reżyserii Nagisy Ōshimy. Zdjęcia kręcono w Kioto.
Film jest adaptacją głośnej w Japonii sprawy Sady Abe z 1936 roku, która po zabójstwie swojego kochanka pozbawiła go penisa. Z powodu cenzury panującej w owym czasie w Japonii, Ōshima nakręcił film za granicą. Mimo to został oskarżony o nieprzyzwoitość za publikację w Japonii scenariusza filmu i zdjęć z planu. Teoretycy filmu docenili umiejętne przeplatanie spraw politycznych i seksu oraz ujęcia kamery.

## Obsada
- Tatsuya Fuji – Kichizō Ishida
- Eiko Matsuda – Sada Abe
- Aoi Nakajima – Toku
- Yasuko Matsui – manager Inn Tagawa
- Meika Seri – Matsuko
- Kanae Kobayashi – stara gejsza Kikuryū
- Taiji Tonoyama – stary żebrak
- Kyōji Kokonoe – nauczyciel Ōmiya
- Naomi Shiraishi – gejsza Yaeji